# Flacio Illirico

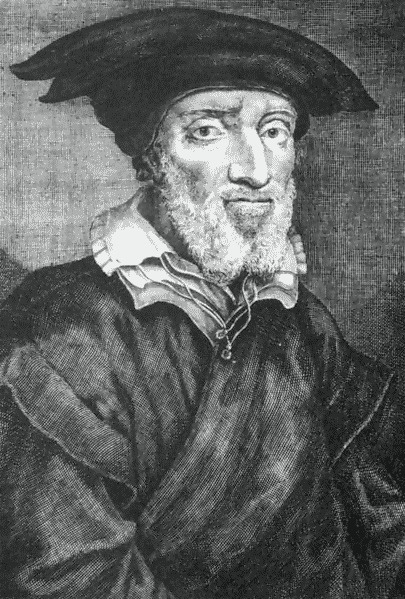
Flacio Illirico.

Mattia Flacio, llamado Illirico, en croata Matija Vlačić (Albona, Istria, 3 de marzo de 1520 - Fráncfort, 1575) era un teólogo y reformador luterano.
Es el primero que busca una interpretación de la Reforma por vías de la historia; Flacio y su grupo de escritores llamados Centuriadores de Magdeburgo plantean el problema en términos históricos. Flacio señala que la Historia había sido desnaturalizada por la Iglesia y abre el debate sobre el papel de la Iglesia antigua y su relación con la de tiempos de la Reforma. 
Los Centuriadores llegaron, tras un análisis objetivo de la historia de los datos cristianos de la Iglesia primitiva, a considerar que la interpretación teológica de la Reforma y la realización eclesial luterana eran las únicas verdaderas. Bajo esta interpretación, la Reforma pasaba de ser una interpretación auténtica del cristianismo a representar la exclusiva Iglesia de Cristo.

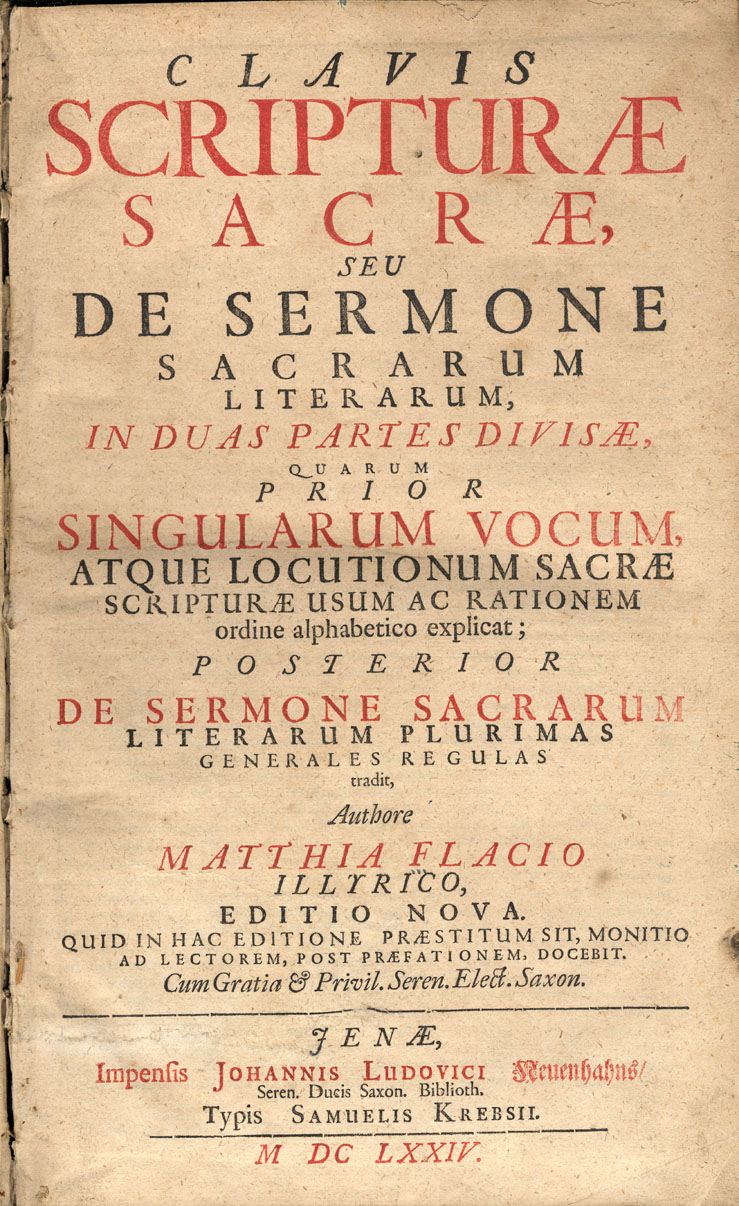
Clavis scripturae sacrae, 2nd edition, 1674.

## Obras
- De vocabulo fidei (1549)
- De voce et re fidei (1555)
- Catalogus testium veritatis, qui ante nostram aetatem reclamarunt Papae (1556)
- Confessio Waldensium (1558)
- Konfutationsbuch (1559)
- Ecclesiastica historia, integram Ecclesiae Christi ideam ... secundum singulas Centurias, perspicuo ordine complectens ... ex vetustissimis historicis ...congesta: Per aliquot studiosos et pios viros in urbe Magdeburgica (1559-1574)
- Clavis Scripturae Sacrae seu de Sermone Sacrarum literarum (1567)
- Glossa compendiaria in Novum Testamentum (1570)